# Hansi Share
Hansi Share (* 29. April 1887 in Berlin; † 10. Januar 1981 in Hollywood) war eine amerikanische Puppenmacherin deutscher Abstammung, die ab 1941 bis 1952 Puppen aus Verbundwerkstoff oder Hartplastik mit verwurzeltem Echthaar herstellte. Die wohlhabende Kunstsammlerin lebte in Berlin, bevor sie vor 1940 nach Hollywood emigrierte, wo sie ihre Puppenmanufaktur aufbaute.

## Leben
Hansi Share wurde am 29. April 1887 als Johanna Zender in Berlin geboren. Ihre Eltern waren der Lederwarenfabrikant Cender Zender und Hulda, geb. Hoffmann. Johanna, die mit Rufnamen Hansi hieß, verheiratete sich mit dem Kaufmann Hermann Ploschitzki. Ihr Ehemann besaß seit 1905 ein Warenhaus in Potsdam, Brandenburger Straße 49–52 und wurde später Mitinhaber des Warenhauses Lindemann, das 1929 mit dem Karstadt-Konzern fusionierte. Das Ehepaar wohnte in einer herrschaftlichen Villa in Berlin-Dahlem, Messelstraße 5–11. Es ist nicht bekannt, ob aus der Ehe Kinder hervorgingen. Der Ehemann starb 1932 und hinterließ seiner Frau ein Millionenvermögen und eine sehr wertvolle Kunstsammlung. In die Villa zog 1936 die Reichspresseschule ein. Das Grundstück wurde parzelliert und mit einer Siedlung des „Beamten-Wohnungs-Vereins zu Berlin“ bebaut. Nach dem Tod von Hermann Ploschitzki heiratete Hansi Share den Maler und Schriftsteller Julius Wilhelm Fehr (1890–1971), von dem sie spätestens 1941 geschieden wurde.
In den späten 1930er Jahren beschloss Share wegen der zunehmenden Repressalien des Naziregimes nach Kalifornien auszuwandern. Sie ließ ihren Haushalt und die Kunstsammlung durch das Speditionsunternehmen Schenker in neun Möbelcontainer („Liftvans“) verpacken und in den Hamburger Freihafen transportieren, von wo diese nach den USA verfrachtet werden sollten. Zur Verschiffung kam es jedoch nicht, weil die Gestapo die Container beschlagnahmte. Ende 1941 wurden Shares Vermögen und ihre Kunstsammlung in Hamburg weit unter Wert versteigert und der Erlös der Gestapo, am Ende des Kriegs der Oberfinanzdirektion überwiesen.
Share emigrierte spätestens 1940, jedoch eher früher, in die USA. Bei der US-Volkszählung von 1940 wurde sie bereits als Amerikanerin geführt. Die 52-Jährige war demnach mit dem 41-jährigen russischstämmigen Amerikaner Leon M. Share verheiratet und wohnte mit ihm in 1734 North Gardner Street in Hollywood. Über ihn ist nur bekannt, dass er 1949 ein Patent über ein als Prinzessinnenpüppchen gestaltetes Duftsäckchen („sachet“) anmeldete. Share baute ab 1941 ihr „Monica Doll Studio“ auf, das bis 1952 Bestand hatte (siehe unten). Sie lebte dann noch fast dreißig Jahre, bevor sie am 10. Januar 1981 im hohen Alter von 93 Jahren in Hollywood starb.

## Monica Doll Studio
Der Rechtsanwalt und Schriftsteller Ferdinand Kahn war 1939 in die USA immigriert. Er war Mitarbeiter in der Keramikwerkstatt von Hedi Schoop in Hollywood, die in den 1940er Jahren mit ihrer „California Pottery“ sehr bekannt wurde, und Redakteur bei der deutschen Exilzeitschrift „Aufbau“. In Deutschland noch hatte er die in exquisiten Verhältnissen lebende Hansi Ploschitzki als „eine der elegantesten und verwöhntesten Frauen in Berlin“ kennengelernt. Kahn wohnte am Hollywood Boulevard, nicht allzu weit vom Wohnhaus der Shares in der Gardner Street entfernt, so dass er Zeuge des Entstehens und der Aufwärtsentwicklung von Shares Puppenstudio wurde. 1945, einen Monat nach Kriegsende, veröffentlichte er im „Aufbau“ einen Artikel über den „Weg einer Immigrantin zu Erfolg und Ruhm“: „Hansi Share und ihre »MillionenDollarBabeDoll«“. Darin beschrieb er, wie Share in einem Zeitraum von nur fünf Jahren ihr Puppenstudio auf die Beine stellte und berühmt machte.
Hansi Share hatten schon seit jeher Spielzeugpuppen mit angeleimten Perücken missfallen, weil sie alsbald ihre Haarpracht verloren und zu Glatzköpfen wurden. Mit einer Zielstrebigkeit und Hartnäckigkeit, die man einer Dame aus dem Großbürgermilieu nicht zugetraut hatte, verfolgte sie ab 1941 ihr Ziel, den Haarschopf der Puppen fest im Kopf zu verwurzeln. „Sie erfand für die Köpfe eine Masse, in die echte Haare – eines nach dem anderen – eingelassen werden konnten – und schuf den Puppenkopf, dessen Haare frisiert, gebrannt, gewaschen und onduliert werden können!“ Die Köpfe der Puppen bestanden aus einem zementartigen Verbundwerkstoff (später auch Hartplastik) mit bemalten Augen, Schmollmund und Federbrauen und mit Gesichtern, die bekannten Hollywoodstars nachempfunden waren. Die 30 bis 60 Zentimeter großen Puppen wurden mit modischen Kleid unter dem Namen Monica, später auch Veronica, Joan, Rosalind und Marion, ausgeliefert.
Anfänglich bestand Shares Studio aus einer Garage. Bevor die erste Puppe nach einem Jahr das Studio verließ, stellte Share zwei Mitarbeiterinnen ein, die sie bei der Entwicklungsarbeit unterstützten. Als der Verkauf anzog, baute sie ihr Studio zu einer kleinen Fabrik aus und erfand eine Maschine zum Einziehen der Haare in den Schädel. Die Puppen wurden nur auf der Originalverpackung gekennzeichnet, nicht auf der Puppe selbst, und mit einem Papieranhänger mit der Aufschrift „Monica Doll Hollywood“ alsbald „in den elegantesten Häusern“ des Landes verkauft.

## Ausplünderung und Wiedergutmachung
Die Beschlagnahme von Shares Vermögen und ihrer Kunstsammlung durch die Gestapo und die anschließende Versteigerung 1941 waren durch formale Rechtsvorschriften des Naziregimes gedeckt, Maßnahmen, die unter rechtsstaatlichen Gesichtspunkten einer Ausplünderung gleichkamen (siehe Aktion 3, so die Tarnbezeichnung für die Einziehung jüdischer Vermögen). Nach dem Krieg stellte Share 1949 einen Rückerstattungsantrag, der zur Identifizierung von 32 „Schnäppchenjägern“ führte, die 1941 von der Versteigerung ihres Vermögens profitiert hatten. Sie behaupteten, nicht gewusst zu haben, dass jüdisches Vermögen zu Ramschpreisen verschleudert wurde, und die ersteigerten Objekte seien im Übrigen im Krieg zerstört oder weiterverkauft worden. Share nahm das Angebot der Oberfinanzdirektion an, ihre Forderungen als Gesamtschuldner zu übernehmen, in der Hoffnung, dadurch die Rückerstattung zu vereinfachen und zu beschleunigen. Diese Hoffnung sollte sich jedoch als Trugschluss erweisen, denn erst 1965, 17 Jahre nach der Antragstellung, wurde Share eine knappe Million DM zum Ausgleich für ihr geraubtes Vermögen erstattet.
Auch Hamburger Museen hatten aus der Versteigerung Kunstgegenstände erworben. Das damalige Museum für Völkerkunde (heute MARKK) erstattete im Rahmen des laufenden Wiedergutmachungsverfahrens 1951 sechs Tang-Keramiken und einen Buchbestand zurück. Der ebenfalls aus dem Umzugsgut erworbene Kopf einer Buddha-Statue verblieb jedoch im Museum. Im Herbst 2019 wurden Kuratorinnen bei Objektrecherchen für die Ausstellung „Steppen & Seidenstraßen“ auf das Objekt und somit auf die Aneignungsumstände und die Geschichte Hansi Shares aufmerksam. Dies wurde zunächst für die Ausstellung untersucht und veröffentlicht und ab 2021 in einem durch das Deutsche Zentrum für Kulturgutverluste finanzierten Provenienzforschungsprojekt zu NS-Raubgut ausführlicher recherchiert und die Gründe für 1951 ausgebliebene Restitution aufgeklärt.

## Archive
- Badische Landesbibliothek, Karlsruhe: Brief von Hansi Ploschitzki an Karl Obser, Berlin, 1926, Signatur: K 2114,I, 124.